# カルミニャーノ
カルミニャーノ（伊: Carmignano）は、イタリア共和国トスカーナ州プラート県にある、人口約15,000人の基礎自治体（コムーネ）。
同地の名を冠したD.O.C.G.認定ワイン、カルミニャーノ DOCGが存在する。

## 地理

### 位置・広がり
フィレンツェより西へ約20km、県都プラートより南西約10kmに位置する。

#### 隣接コムーネ
隣接するコムーネは以下の通り。括弧内のFIはフィレンツェ県、PTはピストイア県所属を示す。
- カプラーイア・エ・リーミテ (FI)
- ラストラ・ア・シーニャ (FI)
- モンテルーポ・フィオレンティーノ (FI)
- ポッジョ・ア・カイアーノ
- プラート
- クアッラータ (PT)
- シーニャ (FI)
- ヴィンチ (FI)

### 気候分類・地震分類
カルミニャーノにおけるイタリアの気候分類 (it) および度日は、zona D, 2053 GGである。
また、イタリアの地震リスク階級 (it) では、zona 3 (sismicità bassa) に分類される。

## 行政

### 分離集落
カルミニャーノには、以下の分離集落（フラツィオーネ）がある。
- Artimino, Bacchereto, Camaioni, Colle, Comeana, Santa Cristina a Mezzana, La Serra, Poggio alla Malva, Seano, Spazzavento, Verghereto

## みどころ
- Comeana には、考古学的に興味深いエトルリア人の墓がある。